# Stephan Breuing
Stephan Breuing (Bochum, 21 de septiembre de 1985) es un deportista alemán que compitió en piragüismo en la modalidad de aguas tranquilas. Ganó dos medallas en el Campeonato Mundial de Piragüismo, oro en 2006 y bronce en 2005, y cuatro medallas en el Campeonato Europeo de Piragüismo entre los años 2005 y 2006.

## Palmarés internacional
| Campeonato Mundial | Campeonato Mundial       | Campeonato Mundial | Campeonato Mundial |
| Año                | Lugar                    | Medalla            | Competición        |
| ------------------ | ------------------------ | ------------------ | ------------------ |
| 2005               | Zagreb (Croacia)         | Medalla de bronce  | C4 1000 m          |
| 2006               | Szeged (Hungría)         | Medalla de oro     | C4 1000 m          |
| Campeonato Europeo |                          |                    |                    |
| Año                | Lugar                    | Medalla            | Competición        |
| 2005               | Poznań (Polonia)         | Medalla de oro     | C4 1000 m          |
| 2005               | Poznań (Polonia)         | Medalla de bronce  | C4 200 m           |
| 2005               | Poznań (Polonia)         | Medalla de bronce  | C4 500 m           |
| 2006               | Račice (República Checa) | Medalla de oro     | C4 1000 m          |